# Lagen enligt Lidia Poët
Lagen enligt Lidia Poët (italienska: La legge di Lidia Poët) är en italiensk historisk och biografisk dramaserie vars första säsong hade premiär på strömningstjänsten Netflix den 15 februari 2023. Seriens andra säsong har premiär den 30 oktober 2024.

## Handling
Serien kretsar kring Lidia Poët som utreder mord och kämpar för rätten att utöva sitt yrke. Serien är inspirerad av historien om Italiens första kvinnliga advokat.

## Rollista (i urval)
- Matilda De Angelis - Lidia Poët
- Eduardo Scarpetta - Jacopo Barberis
- Pier Luigi Pasino - Enrico Poët
- Sinéad Thornhill - Marianna Poët